# Jean-Marie Cheffert
Jean-Marie Cheffert, né le 29 juillet 1958 à Ciney est un homme politique belge wallon et membre du Mouvement réformateur.
Il est licencié en droit (UCLouvain) et avocat. 

## Fonctions politiques
- 1983- : conseiller communal à Ciney
- 1987-1994 et
- 2000- : conseiller provincial province de Namur
- 1989-1994 : échevin à Ciney
- 1991-1994 et
- 2000-2004 : vice-président du conseil provincial
- 1995-2006 / 2012-2018: bourgmestre de Ciney
- 2004-2007 : sénateur élu direct (remplaçant Antoine Duquesne)